# 中国女 (曲)
「中国女」（ちゅうごくおんな、フランス語: La Femme Chinoise）はイエロー・マジック・オーケストラ（以下、YMO）の楽曲。作詞はクリス・モスデル、作曲は高橋ユキヒロ。1978年にリリースされたアルバム『イエロー・マジック・オーケストラ』に収録されている。

## 背景
- 曲のタイトルはジャン＝リュック・ゴダール監督の映画『中国女（La Chinoise）』から取られている。
- 歌詞の内容は、リチャード・クワイン監督、ナンシー・クワン主演のハリウッド映画『スージー・ウォンの世界（The World of Suzie Wong）』（1960年）そのものである。

## 制作
- 元々は「スージー・ウォン・アンド・シャンハイ・ドールズ」というタイトルで、歌われている部分よりもずっと長い歌詞だったが、ここから高橋がピックアップして使われたと、作詞を担当したクリス・モスデルはコメントしている[1]。
- 高橋ユキヒロが断片的に作曲してきたメロディーに細野晴臣と坂本龍一がアレンジを施した。イントロや間奏の「テンテンテンテン…」という箇所は、三本指でしかキーボードを弾けないキーボーディストを想定し、ダサいけどかっこいいというイメージを表現している。具体的にはブライアン・フェリーの弾くキーボードである。
- 高橋が在籍していたサディスティック・ミカ・バンド及びサディスティックスのメンバーだった高中正義がギターで参加している。元々は坂本が「パンクみたいなディストーションのギター」を注文したが、高中が意味を理解せず、そのまま録音して帰ったという。
- 日本版『イエロー・マジック・オーケストラ』では、歌の部分で派手なチョッパーになるが、これは当時流行していた、ロッド・スチュワートの「アイム・セクシー」のパロディである。
- フランス語の女性ヴォイスは当時アルファレコード社長秘書だった布井（江部）智子で、アイデアは細野によるもの。

## 評価
- この曲の高橋のヴォーカルを聴いて、YMOのメインヴォーカルを高橋にすることにしたといわれる[注 1]。YMOをインスト・バンドと思っていた細野にとって、以下の理由から、この曲がYMOの中で重要だったとコメントしている[2]。

| 「 | 途中の展開がミニマルな感じで、曲自体がヨーロッパ的な香りのするもので当時本当のテクノだと思った ヴォーカルを起用したことでYMOがヴォーカル・グループとしての可能性が提示された | 」 |

## ライヴでの披露
- 『ウィンター・ライヴ1981』では、最終公演のみとの条件付きではあるが、散開までどのYMO名義のツアー・ライヴでも演奏された唯一の曲である。
- 坂本龍一が2009年11月30日のロンドン公演にてピアノで演奏した。これはiTunes Storeで購入して聴くことができる。
- 雑誌『写楽』（小学館）のイベントにおいてアコースティックギター2本とバンジョー1本という楽器構成で演奏したアコースティックバージョンが『YMO GO HOME!』において初めてCDに収録されている。

## シングル（UK盤）

### 収録曲
| 全編曲: イエロー・マジック・オーケストラ。 |                                 |                  |              |      |
| #                                          | タイトル                        | 作詞             | 作曲         | 時間 |
| 1.                                         | 「中国女」(La Femme Chinoise)   | クリス・モスデル | 高橋ユキヒロ | 3:52 |
| 2.                                         | 「マッド・ピエロ」(Mad Pierrot) |                  | 細野晴臣     | 4:22 |
| 合計時間:                                  | 合計時間:                       | 合計時間:        | 合計時間:    | 8:14 |

## 収録アルバム
- YMO『イエロー・マジック・オーケストラ』（1978年）
- YMO『イエロー・マジック・オーケストラ (US版)』（1979年）
- YMO『パブリック・プレッシャー』（1980年）
- YMO『アフター・サーヴィス』（1984年）
- YMO『シールド』（1984年）
- YMO『フェイカー・ホリック』（1991年）
- YMO『テクノ・バイブル』（1992年）
- YMO『テクノドン・ライヴ』（1993年）
- YMO『ライヴ・アット・武道館1980』（1993年）
- YMO『ライヴ・アット・紀伊国屋ホール1978』（1994年）
- YMO『ワールド・ツアー1980』（1996年）
- YMO『ライヴ・アット・グリークシアター1979』（1997年）
- YMO『YMO GO HOME!』（1999年）※アコースティック・ヴァージョン
- YMO『ONE MORE YMO』（2000年）
- YMO『UC YMO』（2003年）